# Pion (natuurkunde)

Een pion bestaat uit twee quarks.

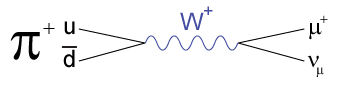
Verval van pion in muon en muon-neutrino

Het pion of π-meson is een subatomair deeltje, meer bepaald een hadron. Het bestaat uit een quark en een anti-quark, en is dus een meson. Het komt in drie varianten voor: positief (+), negatief (–) en ongeladen (0).

## Geschiedenis
Het pion werd in 1935 voorspeld door Hideki Yukawa als overbrenger van de sterke kernkracht. Het werd dus aangenomen als de veroorzaker van de Yukawa-potentiaal. In 1947 werden de geladen pionen experimenteel aangetoond door Cecil Powell. Drie jaar later werd ook het neutrale pion waargenomen.

## Eigenschappen
De drie pionen worden onderscheiden door hun elektrische lading. Ook is er een klein verschil in massa; in alle andere eigenschappen zijn ze gelijk. Het neutrale pion π0 heeft de laagste massa, 134,9766 ± 0,0006 MeV/c², terwijl het positief geladen pion π+ en het negatieve π− zwaarder zijn: 139,57018 ± 0,00035 MeV/c². De massa ligt dus tussen die van een lepton (bijvoorbeeld het elektron met 0,5 MeV/c²) en die van een baryon (zoals het neutron van 940 MeV/c²); dit is de reden waarom men de naam meson (Grieks voor midden) voor deze deeltjes heeft ingevoerd. De pionen zijn de lichtste mesonen.
Het pion wordt gezien als een samengesteld deeltje, bestaand uit een quark en een anti-quark. Alleen de lichtste twee typen quark, het up-quark u en het down-quark d, komen in het pion voor: π+ is te beschrijven als een gebonden toestand van u en anti-d, π− is anti-u met d, en π0 is een gemengde toestand van u+anti-u en d+anti-d. Het neutrale pion is zijn eigen antideeltje, terwijl de geladen pionen elkaars antideeltje zijn.
Het pion heeft spin 0 en is dus een boson. Het blijft niet lang bestaan: de vervaltijd van π+ en π− is (2,6033 ± 0,0005) × 10−8 seconde; π0 vervalt zelfs al na gemiddeld (8,4 ± 0,6) × 10−17 seconde. De geladen pionen vallen (in 99,99% van de gevallen) uiteen in een (anti-)muon en een (anti-)muon-neutrino. De neutrale pionen vallen in 98,8% van de gevallen uiteen in twee fotonen en in bijna alle resterende gevallen als een elektron, een positron en een foton.